# نومغون
شهرستان نومغون (به زبان مغولی: Номгон сум، [Nomgon sum]؛ ᠨᠣᠮᠭᠤᠨ ᠰᠤᠮᠤ، [nomɣun sumu]) یک شهرستان (سُوم) در مغولستان است که در استان اومنوغوبی واقع شده‌است. نومغون ۱۹٬۴۶۸ کیلومتر مربع مساحت دارد.

## تقسیمات اداری
شهرستان نومغون متشکل از ۵ قصبه (باغ) می‌باشد، شامل:
- اِمگِن‌بلاغ (مغولی: Эмгэнбулаг баг، [Emgenbulag bag]؛ ᠡᠮᠡᠭᠡᠨ ᠪᠤᠯᠠᠭ ᠪᠠᠭ، [emegen bulaɣ baɣ])
- بوغت (مغولی: Богт баг، [Bogt bag]؛ ᠪᠣᠭᠲᠤ ᠪᠠᠭ، [boɣtu baɣ])
- توخوم (مغولی: Төхөм баг، [Töxöm bag]؛ ᠲᠦᠬᠦᠮ ᠪᠠᠭ، [töküm baɣ])
- خارماغتای (مغولی: Хармагтай баг، [Xarmagtaj bag]؛ ᠬᠠᠷᠮᠠᠭᠲᠠᠢ ᠪᠠᠭ، [qarmaɣtai baɣ])
- دِرسِنه‌اوس (مغولی: Дэрсэнэ-Ус баг، [Dersene-Us bag]؛ ᠳᠡᠷᠡᠰᠦᠨ᠎ᠠ ᠤᠰᠤ ᠪᠠᠭ، [deresün-e usu baɣ])